# West Bay (Kajmany)
West Bay – miasto na Kajmanach, na wyspie Wielki Kajman. W 2010 roku miasto liczyło 11 269 mieszkańców.